# Antiblemma linula
Antiblemma linula là một loài bướm đêm trong họ Erebidae.